# Teatr Rampa na Targówku
Teatr Rampa na Targówku – teatr repertuarowy w Warszawie, podlegający Urzędowi Miasta st. Warszawy.
Siedziba teatru mieści się przy ul. Kołowej 20 w Warszawie, na terenie parku im. Stefana Wiecheckiego „Wiecha”. Jest z jednym z prężnie rozwijających się teatrów miejskich z przeważającymi w repertuarze widowiskami muzycznymi i musicalami oraz bogatą ofertą spektaklową i edukacyjną dla dzieci i młodzieży.

## Historia
Działalność teatru zapoczątkował Marian Jonkajtys, przekształcając pomieszczenia domu kultury na potrzeby spektakli teatralnych. Działająca tu scena Stołecznej Estrady została przekształcona 1 maja 1975 w Teatr na Targówku, którego nazwa była inspirowana Teatrem na Tagance. Jego następca, Jan Krzyżanowski, zmienił profil teatru, a obok spektakli muzycznych pojawiły się sztuki współczesne oraz szeroko pojęta klasyka. Kolejny dyrektor, Andrzej Strzelecki (1987–1997) zmienił nazwę teatru na Teatr Rampa (którą wymyślili Andrzej i Zuzanna Łapiccy) i powołał zupełnie nowy zespół aktorski, z którym stworzył Złe zachowanie (1988), pierwszy musical na polskiej scenie.
Od 1998 do 2021 dyrektorem naczelnym Teatru Rampa był Witold Olejarz, a dyrekcję artystyczną stanowili kolejno: Krzysztof Miklaszewski (1997–2002), Jan Prochyra (2003–2010), natomiast w sezonach 2011/12 i 2012/2013 artystyczny kierunek teatru wyznaczali kierownicy poszczególnych scen: Cezary Domagała (Scena Dziecięco-Młodzieżowa), Witold Mazurkiewicz (Scena Kameralna), Grzegorz Mrówczyński (Scena Mrowisko, do jej likwidacji w grudniu 2014) oraz Jakub Wocial – kierownik artystyczny Sceny Musicalowej (od 2012). 